# Zányi Tamás
Zányi Tamás (Székesfehérvár, 1967. december 2. –) Balázs Béla-díjas magyar hangmérnök, egyetemi tanár, érdemes művész.

## Életpályája
1974-1982 között az Agárdi Általános Iskola, 1982-1986 között a székesfehérvári József Attila Gimnázium tanulója volt. 1987-1991 között a szombathelyi Berzsenyi Dániel Főiskola történelem-ének-zene tanár szakos hallgatója, közben gitárosként több jazz- és blueszenekarban játszva járta az országot. 1995-1998 között a Színház- és Filmművészeti Főiskola hallgatója volt, hangmester szakon. 1996 óta készített zenei CD felvételeket. 1998-tól dolgozik különböző filmes produkciók hangmérnökeként. A Színház- és Filmművészeti Egyetem osztályvezető tanára; vezeti a Saint Audió Stúdiót.

## Filmes munkái
- Valaki kopog (2000)
- Moszkva tér (2001)
- Hukkle (2002)
- Dealer (2004)
- Koccanás (2009)
- Hajónapló (2009-2010)
- Apacsok (2010)
- Terápia (2012)
- Szerelempatak (2013)
- Szabadesés (2014)
- Swing (2014)
- Saul fia (2015)[6]
- Tiszta szívvel (2016)
- Aranyélet (2015-2016)
- 1945 (2017)
- Napszállta (2018)

## Díjai és kitüntetései
- Magyar Filmkritikusok Díja – legjobb hangmérnök (2003) (Hukkle)
- Aranymikrofon díj – 35. Magyar Filmszemle (2004) (Dealer)
- Aranymikrofon díj – 37. Magyar Filmszemle (2006) (Az élet vendége)
- Balázs Béla-díj (2011)
- Technikai-művészi Vulcain-díj – 68. Cannes-i Fesztivál (2015) (Saul fia)
- Érdemes művész (2016)
- Amerikai Hangmérnökök Szövetségének (MPSE) Arany Orsó díja (2016) (Saul fia)
- Magyar Filmdíj a legjobb hangmesternek (2017) (Jutalomjáték és Tiszta szívvel)